# Дамаскин (Птицкий)
Дамаскин Птицкий (ум. после 1656) — русский учёный, иеромонах Киево-Печерского монастыря Русской православной церкви, богослов, переводчик, справщик Московского печатного двора.

## Биография
О детстве и мирской жизни Дамаскина Птицкого сведений практически не сохранилось, да и последующие биографические данные о нём очень скудны и отрывочны; известно, что 14 мая 1649 года от царя Алексея Михайловича была послана грамота к Киевскому митрополиту Киевскому Сильвестру Коссову, «чтобы он, митрополит, ему, великому государю, послужил и его царского жалованья себе приискал и учителей, божественного писания ведущих и Еллинскому яз. навычных, в Москве для справы библее на время прислал». Грамота указывала именно тех лиц, которых царю было угодно видеть в Москве. Это были Арсений Сатановский и Дамаскин Птицкий, так как «они божественного писания ведущи и Еллинскому языку навычны и с Еллинского языка, на словенский речь перевести умеют и латинскую речь достаточно знают». Но на этот раз митрополит Киевский послал Арсения и вместо Дамаскина — Епифания Славинецкого, которые и прибыли в Москву в том же году.

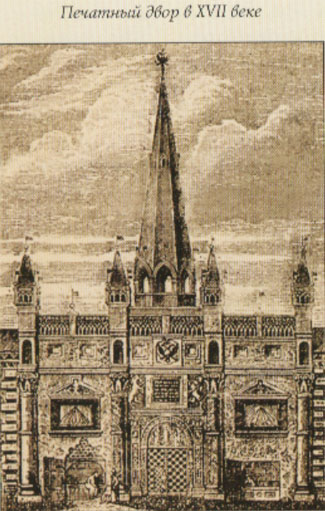
Печатный двор в XVII веке

Царь Алексей Михайлович ещё раньше обращался с просьбой о присылке именно Дамаскина к игумену Киево-Пeчерской лавры, который отвечал, что «отпустить того старца невозможно для монастырской потреби». Предполагалось, что Дамаскин, кроме исправления книг, будет ещё учить «риторическому учению и еллинскому наказанию».
Дамаскин Птицкий прибыл в Москву только 14 декабря 1650 года и стал править книги на Московском печатном дворе. Трудился он на Книжной справе ещё долго после смерти патриарха Московского Иосифа. По записям Малороссийского приказа, сведения о пребывании Дамаскина прерываются данными о возвращении его с Епифанием Славинецким в Москву после эпидемии чумы в России 22 января 1655 года и о выдаче им жалованья (в ведомости они названы «переводчиками»).
Работал ли Дамаскин педагогом в Киево-Могилянской коллегии, точных данных не имеется (единственное сведение об этом есть в письме царя Алексея Михайловича митрополиту Киевскому: Дамаскин и Арсений Сатановский названы «учителями»); дело, для которого вызывался Дамаскин — перевод Библии с греческого языка, так и не было исполнено, ибо Библия вышла только в 1663 году и то не была переведена с греческого, а перепечатана с Острожской Библии.
Других данных о Дамаскине Птицком не найдено.